# Сабарагамува
Сабарага́мува (синг. සබරගමුව පළාත Sabaragamuwa Palata, там. சபரகமுவ மாகாணம் Sabaragamuwa Maakaanam) — провинция Шри-Ланки. Названа в честь сабаров, прежних местных жителей, относящихся этнически к Индии.
Население — 1 919 478 человек (на 2012).
В деревне Белиулойя есть университет - университет Сабарагамувы.

## Территория
Площадь Центральной провинции составляет 4968 км². Площадь суши — 4921 км². Площадь водной глади — 47 км².
Провинция делится на 2 округа:
- Ратнапура, центр — Ратнапура (3,275 км2);
- Кегалле, центр — Кегалле (1,693 км2).

## Достопримечательности
- Пик Адама;
- Уда-Валаве;
- Приют для слонов Пиннавела.[2]

## Другие города
- Белиулойя;
- Вавуния;
- Курувита;
- Маванелла;
- Аранаяка;
- Раквана;
- Имбульпе;
- Дераниягала;
- Амбепусса;
- Рамбуккана;
- Китулгала;
- Панамур.